# Marlborough College
Marlborough College är en brittisk public school, en privat internatskola. Den grundades 1843 för att utbilda sönerna till Englands prästerskap. Skolan är numera öppen för elever av alla trosriktningar och sedan 1968 för båda könen. Marlborough College har idag ca 800 elever, av vilka ungefär en tredjedel är flickor.
Tidigare elever kallas Old Marlburians. Några kända sådana är Catherine, hertiginna av Cambridge, Pippa Middleton, Anthony Hope, Anthony Blunt, James Mason, John Hunt, Bruce Chatwin, Nick Drake, Chris de Burgh, Robert Addie, Jack Whitehall och Mark Phillips.